# Records climatiques
Les records climatiques sont recensés par les services météorologiques nationaux et homologués par l'Organisation météorologique mondiale. Certaines autres organisations maintiennent aussi des registres sur le sujet, comme le Livre Guinness des records, mais ceux-ci ne sont pas officiels.

## Températures
- Température maximale : 56,7 °C, Furnace Creek, États-Unis, 1913[1],[2]
- Température minimale : −89,2 °C, Base Vostok (Russie), Antarctique, 1983[1] (−93,2 °C non officiel par télédétection satellite sur le plateau antarctique le 10 août 2010[3] et −98,6 °C en août 2018 de la même manière, non homologué)
- Écart des températures diurnes : 56 °C (de 6,7 à −49 °C), Browning, Montana (États-Unis), 1916[4]
- Écart des températures annuelles : 107 °C (de 37 à −70 °C), Verkhoïansk, Extrême-orient (Russie), 1892
- Le nombre de journées consécutives à plus de 100 degrés Fahrenheit (37,8 °C) est de 160 à Marble Bar, Australie-Occidentale, soit du 31 octobre 1923 au 7 avril 1924[5]

## Précipitations
| Durée            | Localité                                                                  | Date                                  | Hauteur (mm)      |
| ---------------- | ------------------------------------------------------------------------- | ------------------------------------- | ----------------- |
| 1 minute         | Unionville, États-Unis (selon OMM) Barot, Guadeloupe (selon Météo-France) | 4 juillet 1956 26 novembre 1970       | 31,2 38           |
| 30 minutes       | Sikeshugou, Hebei, Chine                                                  | 3 juillet 1974                        | 280               |
| 1 heure          | Holt, Missouri, États-Unis                                                | 22 juin 1947                          | 305 en 42 minutes |
| 2 heures         | Yujiawanzi, Chine                                                         | 19/07/1975                            | 489               |
| 4,5 heures       | Smethport, Pennsylvanie                                                   | 18/07/1942                            | 782               |
| 12 heures        | Foc-foc, La Réunion                                                       | le 08/01/1966 (cyclone Denise)        | 1 144             |
| 24 heures        | Foc-foc, La Réunion                                                       | du 07 au 08/01/1966 (cyclone Denise)  | 1 825             |
| 48 heures        | Cherrapunji, Inde                                                         | du 15 au 16/06/1995                   | 2 493             |
| 3 jours          | Commerson, La Réunion                                                     | du 24 au 26/02/2007 Cyclone Gamède    | 3 929             |
| 4 jours          | Commerson, La Réunion                                                     | du 24 au 27/02/2007 Cyclone Gamède    | 4 869             |
| 8 jours          | Commerson, La Réunion                                                     | du 20 au 27/02/2007 Cyclone Gamède    | 5 510             |
| 10 jours         | Commerson, La Réunion                                                     | du 18 au 27/01/1980 Cyclone Hyacinthe | 5 678             |
| 15 jours         | Commerson, La Réunion                                                     | du 14 au 28/01/1980 Cyclone Hyacinthe | 6 083             |
| 1 mois           | Cherrapunji, Inde                                                         | Juillet 1861                          | 9 296,4           |
| 1 an             | Cherrapunji, Inde                                                         | Août 1860 à août 1861                 | 26 466,8          |
| 2 ans            | Cherrapunji, Inde                                                         | 1860 et 1861                          | 40 768            |
| moyenne annuelle | Mawsynram, Inde                                                           | moyenne annuelle                      | 11 872            |

Sécheresse
La plus faible pluviométrie au monde est rapportée à Arica (Chili) où il n'est pas tombé une goutte durant 173 mois (d'octobre 1903 à janvier 1918). Par continent, les endroits les plus secs par accumulation annuelle sont :
- Afrique : Wadi Halfa, Soudan, moins de 2,54 mm ;
- Antarctique : Station Amundsen-Scott, 2 mm (estimée avec l'équivalent en eau de la neige tombée) ;
- Asie : Aden, Yémen, 5,7 mm ;
- Australie : Troudaninna, Australie-Méridionale, 104,9 mm, années 1893-1936 (coordonnées : 29° 11' 44" S, 138° 59' 28" E, altitude : 46 m)[9] ;
- Amérique du Nord : Batagues, Mexique, 30,5 mm ;
- Amérique du Sud : Arica, Chili, 0,76 mm ;
- Europe : Astrakhan, Russie, 162,6 mm ;
- Océanie : Observatoires du Mauna Kea, Hawaï, 188 mm.

Neige
- Plus forte chute en 24 heures : 2,56 mètres à Capracotta, en Italie, le 5 mars 2015[10] ;
- Plus importante en un mois civil : en janvier 1911, Tamarack (Californie) a reçu 9,91 mètres de neige, ce qui a entraîné un manteau neigeux de 11,46 mètres d'épaisseur en mars (la plus grande épaisseur mesurée en Amérique du Nord)[11],[12] ;
- Enneigement maximum du 1er juillet au 30 juin : 28,96 m, mont Baker, Washington (États-Unis) durant l'hiver 1998-1999[13] ;
- Enneigement maximum sur une période d'un an (quel que soit le début) : 31,5 mètres mont Rainier, Washington (États-Unis), du 19 février 1971 au 18 février 1972[14].
- Plus épais manteau neigeux enregistré : 11,82 mètres sur le mont Ibuki, Japon, le 14 février 1927[15].

Grêle
- Le grêlon le plus lourd : 1,02 kg, le 14 avril 1986 dans le district de Gopalganj, Bangladesh[1] (23° 00′ N, 89° 56′ E).
- Aux États-Unis :
  - Le plus grand diamètre : 20,3 cm (la taille d'un melon), 879 g à Vivian au Dakota du Sud, États-Unis, le 23 juillet 2010[16].
  - La plus grande circonférence : 47,6 cm à Aurora au Nebraska, États-Unis, le 22 juin 2003. Celle-ci était  0,3 cm de plus que celui de Vivian[16].

## Point de rosée

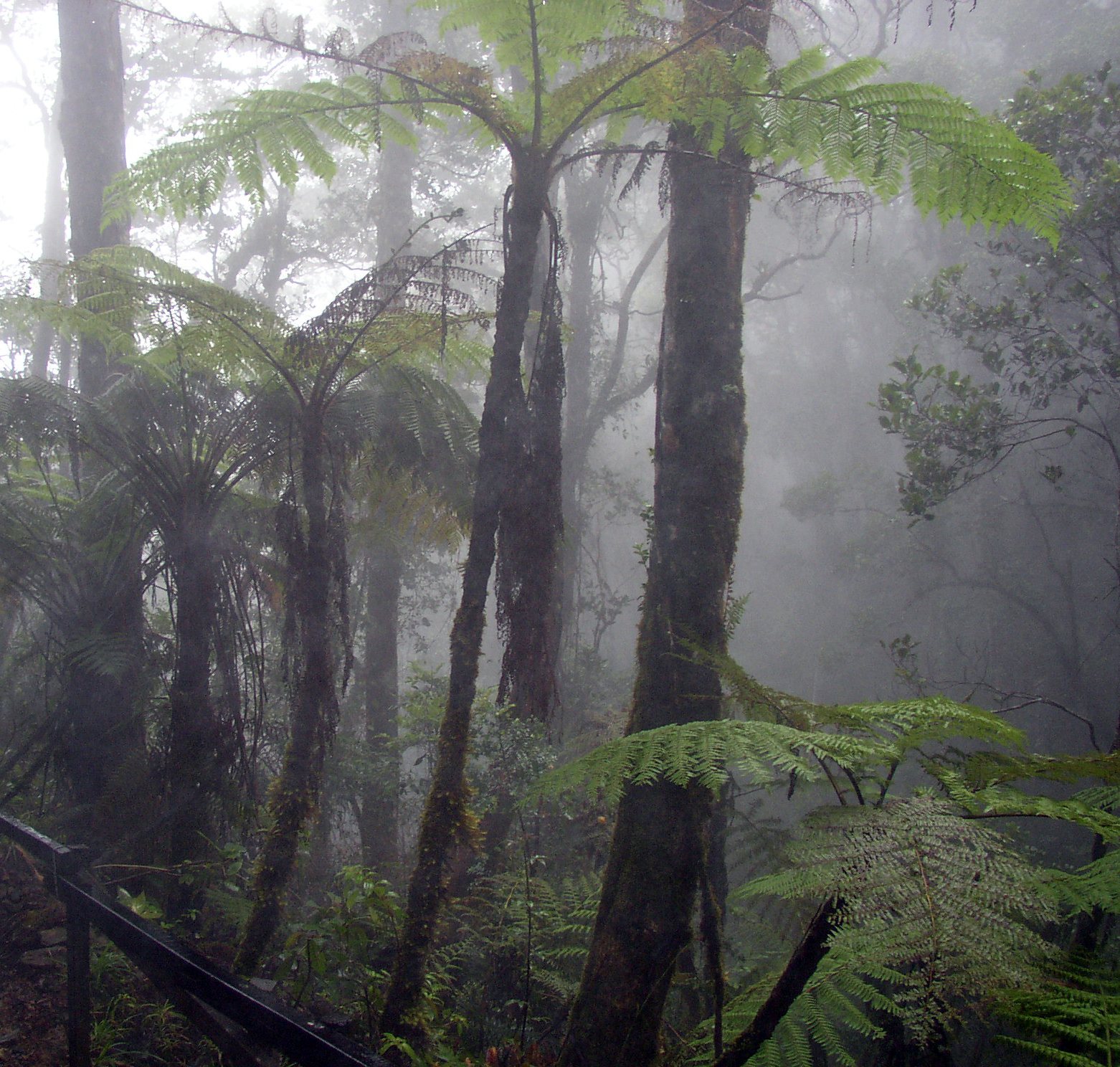
Forêt de nuage au mont Kinabalu.

Le point de rosée, ou température de rosée, est la température sous laquelle de la rosée se dépose naturellement. Plus techniquement, en dessous de cette température qui dépend de la pression et de l'humidité ambiantes, la vapeur d'eau contenue dans l'air se condense sur les surfaces, par effet de saturation, :
- Température de point de rosée la plus élevée : Un point de rosée de 35 °C, alors que la température était de 42 °C, a été observé à Dhahran, en Arabie saoudite, à 15 h le 8 juillet 2003[19].

- Température la plus élevée avec 100 % d'humidité relative : une température de 34 °C avec 100 % d'humidité relative à Djask, en Iran, le 21 juillet 2012[20].

## Pression
- Plus haute pression à une altitude de moins de 750 m et rabaissée au niveau de la mer : 1 083,3 hPa, le 31 décembre 1968 à Agata, Russie (66° 53′ N, 93° 28′ E, altitude 261 m)[1] ;
- Plus haute pression à une altitude de plus de 750 m et rabaissée au niveau de la mer : 1 084,8 hPa, le 19 décembre 2001 à Tosontsengel Mongolie (altitude 1 724,6 m)[1] ;
- Plus basse pression au niveau de la mer (sauf dans une tornade) : 870 hPa, le 12 octobre 1979 dans l'œil du typhon Tip (16° 44′ N, 137° 46′ E)[1].

## Vents
- L’ouragan Irma est le plus puissant enregistré dans l'Atlantique nord, par la vitesse de ses vents soutenus (287 km/h)[21].
- Vents les plus forts par station météorologique : 372 km/h, Mont Washington, New Hampshire (États-Unis), 1934 jusqu'à ce qu'il soit battu par un record de 408 km/h survenu à Barrow Island en Australie, le 10 avril 1996[1]. En France, les records de vent sont proches de ces valeurs : on a ainsi enregistré des rafales de 360 km/h par l'observatoire météorologique au sommet du mont Aigoual (Cévennes)[22].
- À 18:54 le 3 mai 1999, lors de l'épisode de tornades du 3 mai 1999 en Oklahoma, un radar météorologique Doppler mobile a détecté des vents de 484 km/h +/- 32 km/h dans le tourbillon près de Bridge Creek à une hauteur de 32 mètres au-dessus du sol[23]. Le record précédent était de 414 à 431 km/h mesuré dans une tornade près de Red Rock (Oklahoma) (Bluestein et al. 1993[24]). Cependant, les vents au sol ont pu être plus faibles à cause de la friction.